# Ant-Man a Wasp
Ant-Man a Wasp (v anglickém originále Ant-Man and the Wasp) je americký akční film z roku 2018 režiséra Peytona Reeda, natočený na motivy komiksů z vydavatelství Marvel Comics o superhrdinovi Ant-Manovi. V titulních rolích se představili Paul Rudd jako Ant-Man a Evangeline Lilly jako Wasp, v dalších rolích se objevili Bobby Cannavale, Michael Peña, Tip „T.I.“ Harris, Judy Greer, David Dastmalchian, Michael Douglas, Michelle Pfeifferová, Laurence Fishburne, Hannah John-Kamen, Randall Park a Walton Goggins. Jedná o sequel filmu Ant-Man (2015) a zároveň o dvacátý snímek filmové série Marvel Cinematic Universe.
Do amerických kin byl film uveden 6. července 2018 a do českých o den dříve. S rozpočtem 162–195 milionů dolarů k 17. srpnu 2021 vydělal přes 622,7 milionů dolarů a je v top desítce nejvýdělečnějších filmů roku 2018.

## Děj
Dva roky poté, co byl Scott Lang zavřen doma pod podmínkou domácího vězení v důsledku účasti na rebelii vůči Sokovijské smlouvě, Hank Pym a jeho dcera Hope krátce otevřou tunel do kvantové říše. Domnívají se, že by zde mohla stále být Pymova manželka Janet van Dyne, která v kvantové říši skončila v důsledku zmenšení se na subatomární úroveň v roce 1987. Společně s Janet je kvantově propojen Lang poté, co se na konci prvního dílu vrátil z říše kvant, a nyní od ní pravidelně dostává nejrůznější vize.
Když zbývá už jen pár dní do konce domácího vězení, Lang zkontaktuje Pyma ohledně Janet navzdory jejich napjatému vztahu kvůli rebelii. Hope a Pym unesou Langa, nechávajíc u něj doma pouze „dvojníka“, aby neprobudili podezření v porušení domácího vězení, jenž hlídá agent FBI Jimmy Woo. Trojice věří tomu, že vize od Janet značí to, že je doposud naživu, proto pracují na výstavbě stabilního kvantového tunelu coby transportéru do říše kvant, odkud by mohli Janet přivést zpět. Zajistí si proto setkání s obchodníkem z černého trhu jménem Sonny Burch, který má potřebný díl pro kvantový tunel. Uvědomí si potenciální zisk z Pymova výzkumu a zradí jej. Hope si proto navlékne oblek Wasp a začne bojovat s Burchem a jeho muži, dokud sama není napadena kvantově nestabilní ženou v masce. Lang se pokouší pomoci v boji proti „Ghost“, ale maskovaná žena prchá i s Pymovou laboratoří, která byla zmenšena do velikosti ručního kufru.
Pym neochotně navštíví svého bývalého spolupracovníka Billa Fostera, s nímž se před lety dostal do jistých rozepří, společně s Hope a Langem. Foster jim pomůže lokalizovat laboratoř, kde je však Ghost chytí a vyjde najevo, že se jedná o Avu Starr. Její otec Elihas, další z Pymových bývalých spolupracovníků, zemřel společně s ženou při nezdařeném experimentu s kvantovým tunelem, jehož výbuch před lety způsobil Avinu nynější kvantovou nestabilnost. Je odhaleno, že právě Foster pomáhá Avě s úmyslem ji zachránit pomocí Janetiny kvantové energie. Pym odmítá pomoci s přesvědčením, že tento zákrok by Janet pravděpodobně zabil, a proto uprchne i s Hope, Langem a laboratoří.
Otevírajíc stabilní verzi kvantového tunelu, Pym, Hope a Lang jsou schopni kontaktovat Janet, která jim dá přesné souřadnice své polohy, ale zároveň je varuje, že na to mají pouhé dvě hodiny, než je nestabilní povaha říše opět rozdělí na celé století. Mezitím se překupník Burch dozví o umístění trojice od Langových přátel Luise, Dava a Kurta a zkontaktuje FBI. Z toho důvodu Lang prchá domů, aby jej agent Woo nezastihl během porušování domácího vězení. Pym a Hope jsou zatčeni FBI, což umožňuje Avě opět převzít laboratoř.
Lang záhy pomůže Pymovi a Hope uniknout z vězení a společně naleznou laboratoř. Lang a Hope upoutají Avinu pozornost, zatímco Pym přesvědčí Fostera, aby mu umožnil použít kvantový tunel a zachránit tak Janet pod podmínkou, že následně pomohou Avě. Na hrdiny dále zaútočí Burch a jeho muži, v důsledku čehož Ava začne násilně používat Janetinu kvantovou energii k boji. Luis, Dave a Kurt se však vrhnou do boje proti Burchovi a jeho mužům, takže Lang a Hope zastaví řádění Avy. Mezitím Pym v kvantové říši nalezne Janet a společně se vrátí zpět. Janet následně svými kvantovými schopnostmi stabilizuje Avin stav.
Mimo laboratoř, Dave a Kurt vpíchnou Burchovi a jeho mužům „sérum pravdy“, v důsledku čehož se sami přiznají policii k mnoha zločinům a jsou tak zadrženi. Lang se vrátí domů a jeho domácí vězení končí, dokonce i s uznáním agenta Wooa. Ava se s Fosterem skrývají před veřejností a Pym a Janet jsou spolu opět šťastní.

### Potitulkové scéna
V potitulkové scéně se Lang vydává zmenšenou verzí kvantového tunelu do kvantové říše, přičemž Pym, Hope a Janet operují celou akci zvenčí. V kvantové říši nasbírá Lang subatomární částice pro konečné stabilizování Avina stavu. Vzápětí se chce vrátit zpět, avšak nikdo neodpovídá. Trojice se totiž mezitím obrátila v prach...

## Obsazení
- Paul Rudd jako Scott Lang / Ant-Man
- Evangeline Lilly jako Hope van Dyne / Wasp
- Michael Peña jako Luis
- Walton Goggins jako Sonny Burch
- Bobby Cannavale jako Jim Paxton
- Judy Greer jako Maggie
- Tip "T.I." Harris jako Dave
- David Dastmalchian jako Kurt
- Hannah John-Kamen jako Ava Starr / Ghost
- Abby Ryder Fortson jako Cassie
- Randall Park jako agent Jimmy Woo
- Michelle Pfeifferová jako Janet van Dyne
- Laurence Fishburne jako Bill Foster
- Michael Douglas jako Hank Pym

## Přijetí

### Tržby
Film vydělal k 17. srpnu 2021 216,6 milionů dolarů v Severní Americe a 406 milionů dolarů v ostatních oblastech, celkově tak vydělal 622,7 milionů dolarů po celém světě. Rozpočet filmu činil 162–195 milionů dolarů. Za první víkend docílil nejvyšší návštěvnosti, kdy vydělal 75,8 milionů dolarů. První film vydělal o 18,6 milionů dolarů méně.

### Recenze
Na recenzní stránce Rotten Tomatoes získal z 294 započtených recenzí 88 procent s průměrným ratingem 6,9 bodů z deseti. Na serveru Metacritic snímek získal z 54 recenzí 70 bodů ze sta. Na Česko-Slovenské filmové databázi si snímek k 12. srpnu 2018 drží 79 procent.